# Palazzo Fiore Santamaria
Il Palazzo Fiore si trova in via Trotula de Ruggiero nel centro storico di Salerno.

## Il palazzo
Il palazzo fu costruito tra la fine del XIV e il XV secolo, e si caratterizza per le architetture di chiara ispirazione catalana. Tali esempi sono il portale d'ingresso ad arco depresso dalle fattezze semplici e lineari ed un arco a sesto ribassato negli ambienti interni. Sulla volta di una delle sale, adibita dalla soprintendenza a biblioteca, è visibile una decorazione rappresentante divinità, pianeti e segni zodiacali di difficile interpretazione.
Il palazzo è sede della "Soprintendenza Archeologica per le province di Salerno, Avellino, Benevento e Caserta".